# Karla Linke
Pour les articles homonymes, voir Linke.
Karla Linke, née le 29 juin 1960 à Dresde, est une nageuse est-allemande. 

## Palmarès

### Championnats du monde
- Championnats du monde 1975 à Cali
  -  Médaille d'argent du 400 mètres quatre nages
  -  Médaille de bronze du 200 mètres brasse

### Championnats d'Europe
- Championnats d'Europe 1974 à Vienne
  -  Médaille d'or du 200 mètres brasse